# Menghesteab Tesfamariam
Menghesteab Tesfamariam MCCI (ur. 24 grudnia 1948 w Berakit) – erytrejski duchowny katolicki rytu aleksandryjskiego, arcybiskup metropolita Asmary, zwierzchnik Kościoła katolickiego obrządku erytrejskiego.

## Życiorys
Wstąpił do zgromadzenia Misjonarzy Kombonianów w 1971 i cztery lata później złożył śluby wieczyste. 18 lutego 1979 otrzymał święcenia kapłańskie. Po święceniach został wikariuszem w Namalu, zaś sześć lat później przeniósł się do Addis Abeby i rozpoczął pracę jako formator miejscowych postulantów. W 1990 odbył studia na University of Chicago. Rok później został formatorem komboniańskiego scholastykatu w Chicago, natomiast w latach 1993–2001 był przełożonym tamtejszej wspólnoty.

### Episkopat
25 czerwca 2001 został mianowany przez Jana Pawła II ordynariuszem eparchii Asmary. Sakry biskupiej udzielił mu 16 września 2001 jego poprzednik, bp Zekarias Yohannes.
19 stycznia 2015 po podniesieniu eparchii Asmary do rangi Kościoła metropolitalnego sui iuris został jej pierwszym metropolitą.